# Тод-Лейк (тауншип, Миннесота)
Тоуд-Лейк (англ. Toad Lake) — тауншип в округе Бекер, Миннесота, США. На 2000 год его население составило 465 человек.

## География
По данным Бюро переписи населения США площадь тауншипа составляет 94,0 км², из которых 84,4 км² занимает суша, а 9,6 км² — вода (10,22 %).

## Демография
По данным переписи населения 2000 года здесь находились 465 человек, 180 домохозяйств и 138 семей.  Плотность населения — 5,5 чел./км².  На территории тауншипа расположено 276 построек со средней плотностью 3,3 построек на один квадратный километр. Расовый состав населения: 98,06 % белых, 0,22 % афроамериканцев, 0,65 % коренных американцев, 0,65 % азиатов и 0,43 % приходится на две или более других рас. Испанцы или латиноамериканцы любой расы составляли 0,22 % от популяции тауншипа.
Из 180 домохозяйств в 25 % воспитывались дети до 18 лет, в 69,4 % проживали супружеские пары, в 5 % проживали незамужние женщины и в 22,8 % домохозяйств проживали несемейные люди. 16,7 % домохозяйств состояли из одного человека, при том 7,8 % из — одиноких пожилых людей старше 65 лет. Средний размер домохозяйства — 2,58, а семьи — 2,91 человека.
24,7 % населения — младше 18 лет, 5,2 % — в возрасте от 18 до 24 лет, 22,4 % — от 25 до 44, 30,3 % — от 45 до 64, и 17,4 % — старше 65 лет. Средний возраст — 43 года. На каждые 100 женщин приходилось 112,3 мужчин.  На каждые 100 женщин старше 18 приходилось 113,4 мужчин.
Средний годовой доход домохозяйства составлял 35 703 доллара, а средний годовой доход семьи —  36 932 доллара. Средний доход мужчин —  23 125  долларов, в то время как у женщин — 17 708. Доход на душу населения составил 13 315 долларов. За чертой бедности находились 9,1 % семей и 15,1 % всего населения тауншипа, из которых 28,3 % младше 18 и 9 % старше 65 лет.